# Questione della lingua
La questione della lingua (es decir "la cuestión de la lengua" en italiano) fue una controversia centenaria sobre si era apropiado utilizar la lengua vernácula ("il volgare") como lengua literaria en lugar del latín. 

## Temas del debate
En el debate en torno a la questione della lingua se discutía también sobre cual de los "dialectos" de Italia se debería usar, precisando que, en el contexto de esta controversia, como en general en Italia, el término "dialetto italiano" incluía también idiomas como el friulano y el sardo, que hoy en día están universalmente reconocidos como lenguas independientes.
Transpuesto al contexto ibérico, esto sería como hablar de "dialectos ibéricos" refiriéndose a galaico-portugués, asturiano-leonés, castellano, aragonés y catalán.
Para apreciar lo artificioso de esta controversia a esas alturas de la historia, cabe siempre recordar que, antes de los tiempos modernos, el italiano literario no era la lengua cotidiana de la mayor parte de la población italiana y, al momento de la unidad de Italia, en el 1861, el 90% de la población seguía hablando las lenguas locales, llamados y considerados en Italia "dialectos".
Por lo tanto y no obstante el prestigio literario y el reconocimiento desde siglos del italiano como lengua oficial de todos los Estados italianos pre-unitarios, escritores como el milanés Alessandro Manzoni se dieron cuenta, también a través de la comparación con la evolución de otras lenguas romances, como el francés, dominado por él prefectamente, que el italiano escrito, en parte por su fidelidad a los modelos clásicos de la época de Dante y en parte por su cristalización derivada propio de su utilización exclusivamente culta y no diaria e informal, era una lengua muy arcaica y distante del mundo moderno. 
En sus obras, de las cuales la novela histórica I promessi sposi ('Los Novios') es el más importante, Manzoni hizo un esfuerzo para modernizar el italiano inspirándose, en parte, directamente al florentino hablado de su tiempo (proceso que él llamó "Sciacquare i panni in Arno", es decir, "lavar los trapos en el Arno") y, a través de este esfuerzo, el italiano se enriqueció de neologismos volviéndose más moderno y menos estático y arcaico, de manera que pudiera ser más fácilmente enseñado a las masas, en las escuelas del nuevo reino de Italia (1861-1946). Así, con Manzoni se acaba definitivamente la discusión centenaria sobre la "Questione della lingua".

## Historia del debate

### Origen del debate
Esta controversia inició como un debate medieval, en el cual participó el mismo Dante Alighieri, entre dos facciones principales, una que sostenía el nacimiento de una lengua italiana sobre la base de un dialecto existente (por ejemplo, el "siciliano illustre" o el toscano de Florencia) y otra que proponía la creación de una nueva lengua italiana que tomase "lo mejor" de varios dialectos de Italia.
Dante, en su obra De vulgari eloquentia, rechazó todos los dialectos de Italia, incluso el sardo y el toscano, y defendió una lengua ecléctica compuesta de los mejores elementos de todos los dialectos. Sin embargo, en su propia obra, la Divina Commedia, él empleó su dialecto nativo, el toscano florentino, que utilizaron también Petrarca y Bocaccio.

### El debate en la era moderna
La controversia continuó por mucho tiempo, aun cuando el florentino ya se había consolidado como lengua literaria de la península. Así, en el siglo XVI, Castiglione de Mantua se mostró partidario de la lengua hablada en las cortes de Italia (como la de los Gonzaga, precisamente de Mántua), mientras que otros seguían apoyando a nivel teórico, pero sin alguna consecuencia práctica, la teoría ecléctica de Dante. 
La controversia prosiguió fundiéndose con el debate a nivel europeo sobre los méritos contrapuestos de "antiguos y modernos". El veneciano Pietro Bembo, por ejemplo, en su Prose della volgar lingua insistía en el uso del florentino clásico del siglo XIV, mientras que Castelvetro de Módena y Maquiavelo de Florencia optaban por la forma contemporánea del florentino, opción más que natural para este último. 
Aun se discutía de esta cuestión en el siglo XIX. El poeta y clasicista Leopardi defendió la lengua de Dante, aun siendo consciente de los aspectos problemáticos de la cuestión.